# Chaillé-les-Marais
Chaillé-les-Marais è un comune francese di 1 936 abitanti situato nel dipartimento della Vandea nella regione dei Paesi della Loira.

## Società

### Evoluzione demografica
Abitanti censiti